# 李添丁
李添丁（1930年5月15日—1978年），柬埔寨作家、歷史學家。
他于1930年出生于磅湛省磅暹縣的一個華人家庭。他曾於1940年至1944年在金邊學習漢語。1950年代，擔任高棉作家協會的秘書。
1971年，李添丁將《真臘風土記》翻譯成高棉文並出版，受到歡迎，引起柬埔寨人的關注。1978年，被紅色高棉處決。